# Stazione di Golfe-Juan-Vallauris
La stazione di Golfe-Juan-Vallauris è una fermata ferroviaria della linea Marsiglia-Ventimiglia a servizio di Golfe-Juan e di Vallauris situati nel dipartimento delle Alpi Marittime, regione Provenza-Alpi-Costa Azzurra.

## Strutture e impianti
La fermata ha due binari per servizio viaggiatori.

## Movimento
È servita da TGV e dal TER PACA (Treno regionale della PACA)